# Yattodetaman
Yattodetaman (яп. ヤットデタマン Яттодэтаман) — японский аниме-сериал, выпущенный студией Tatsunoko Productions а также 5 часть франшизы Time Bokan. Сериал начал транслироваться по телеканалу Fuji TV с 7 февраля 1981 по 6 февраля 1982 года. Всего выпущены 52 серии аниме. Сам сериал транслировался следом за Otasukeman и перед Gyakuten! Ippatsuman.

## Сюжет
По сюжету в далёком будущем, две королевские династии борются за власть в королевстве Фир. Для того, чтобы защитить королевство, команды представителей двух династий отправляются в прошлое, чтобы найти мифическое перо жар-птицы. Тот, кто первый найдёт перо, станет законным правителем.

## Роли озвучивали
- Кадзуюки Согабэ — Ватару Токи/Яттодетаман
- Масако Миура — Коёми Химэкури
- Мика Дои — Карэн-химэ
- Юсаку Яра — Дайгорон
- Осаму Сака — Кингоро Тояма
- Норико Охара — Мирэндзё-химэ
- Дзёдзи Янами — Джулия Кокэмацу
- Кадзуя Такэтабэ — Алан Сукандо
- Масаюки Ямамото — Барон Донфанфан
- Хироко Маруяма — Принц Комаро

## Интернациональные названия
- ヤットデタマン (Японский)
- Yattodetaman (Английский)
- Calendar Man (Итальянский)
- Calendar Man (Испанский)
- W Królestwie Kalendarza (Польский)